# Jerzy Bińczycki
Jerzy Bińczycki, född 6 september 1937 i Kraków, död 2 oktober 1998 i samma stad, var en polsk skådespelare och regissör. Bińczycki gjorde skådespelardebut 1962 och fram till sin död medverkade han i över femtio filmproduktioner. Några av hans mest kända roller är som Bogumił Niechcic i Noce i dnie (1975) och doktor Rafal Wilczur i Znachor (1982). 
För sina bidrag till den polska filmindustrin blev Bińczycki 1989 utnämnd till officer av Polonia Restitutaodern.

## Biografi

### Karriär
Bińczycki studerade till skådespelare vid teaterakademin I Krakow, där han avlade examen 1961. Hans första engagemang som skådespelare var på schlesiska teatern i Katowice. Han gjorde scendebut 1962 i komedi Revisorn, av den ryske dramatikern Nikolaj Gogol. Vid mitten av 1960-talet tillhörde Bińczycki teatertruppen vid gamla teatern i Krakow. Där medverkade han i en rad uppsättningar av kända teaterpjäser, bland andra den polske poeten Zygmunt Krasińskis Den ogudomliga komedin. Parallellt med teaterarbetet utvidgade han sitt skådespeleri till både film och TV. Han gjorde filmdebut 1964 som statist i krigsfilmen Koniec naszego świata. Hans stora skådespelargenombrott skulle komma 1975 med rollen som Bogumil Niechcic i den prisbelönta historiska dramafilmen Noce i dnie regisserad av Jerzy Antczak. Bińczyckis insats i filmen hyllades enhälligt av såväl kritiker som biobesökare, och brukar betraktas som en av höjdpunkterna i hans karriär.
Under resten av 1970-talet fortsatte han sitt arbete inom film, TV och teater. Han återvände bland annat till rollen som Bogumil Niechcic 1978, när Noce i dnie omarbetades till TV-serie. 1982 gjorde han ännu en kritikerrosad rolltolkning som doktor Rafał Wilczur i filmen Znachor i regi av Jerzy Hoffman. Året därpå spelade han kung Johan III Sobieski av Polen i den historiska dramafilmen Na odsiecz wiedniowi. Vid sidan av filmkarriären blev 1980-talet en stor framgång för Bińczycki på teaterscenen, exempelvis som Agamemnon i Aischylos tragedi Orestien, Polonius i Shakespeares Hamlet och som Teiresias i Sofokles' Antigone. Mot slutet av seklet medverkade han i den ungerska dramafilmen Dagbok för mina kära, vilken vann silverbjörnen vid filmfestivalen i Berlin 1987. Under 1990-talet minskade antalet roller successivt och han spelade mest biroller. Bińczyckis sista filmroll var i Syzyfowe prace, som hade premiär två år efter hans död.

### Privatliv
Bińczycki var gift två gånger, först med skådespelerskan Elżbieta Willówna, med vilken han fick dottern Magdalena. Efter äktenskapet slutade i skilsmässa 1980 gifte han om sig året efter med politikern Elżbieta Godorowska. Med henne fick han sitt andra barn, sonen Jan. Bińczycki avled 1998 i hjärtinfakt och ligger begravd på Rakowickis begravningsplats i Krakow.

## Bilder

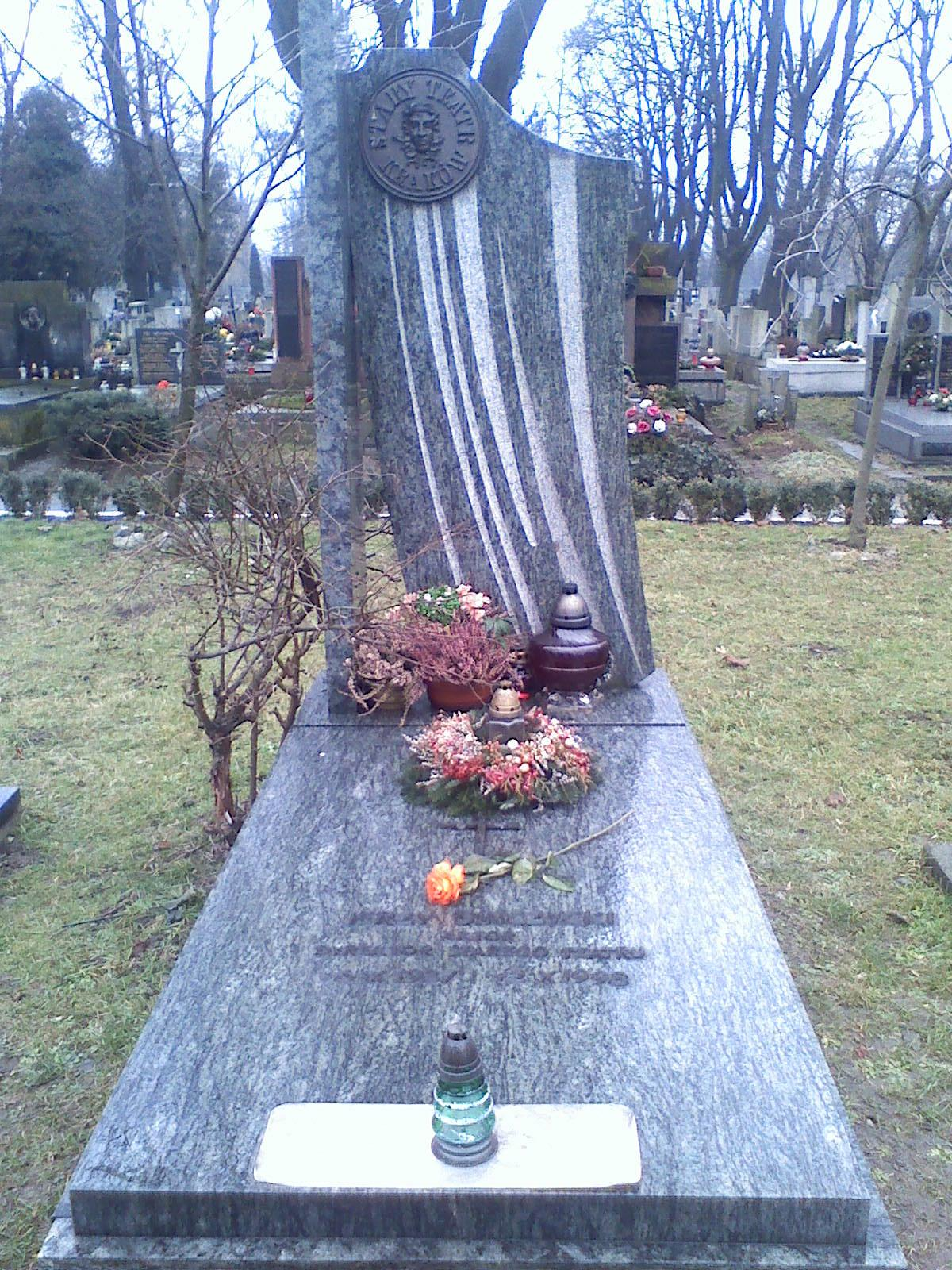
Jerzy Bińczyckis grav på Rakowickis begravningsplats i Kraków.
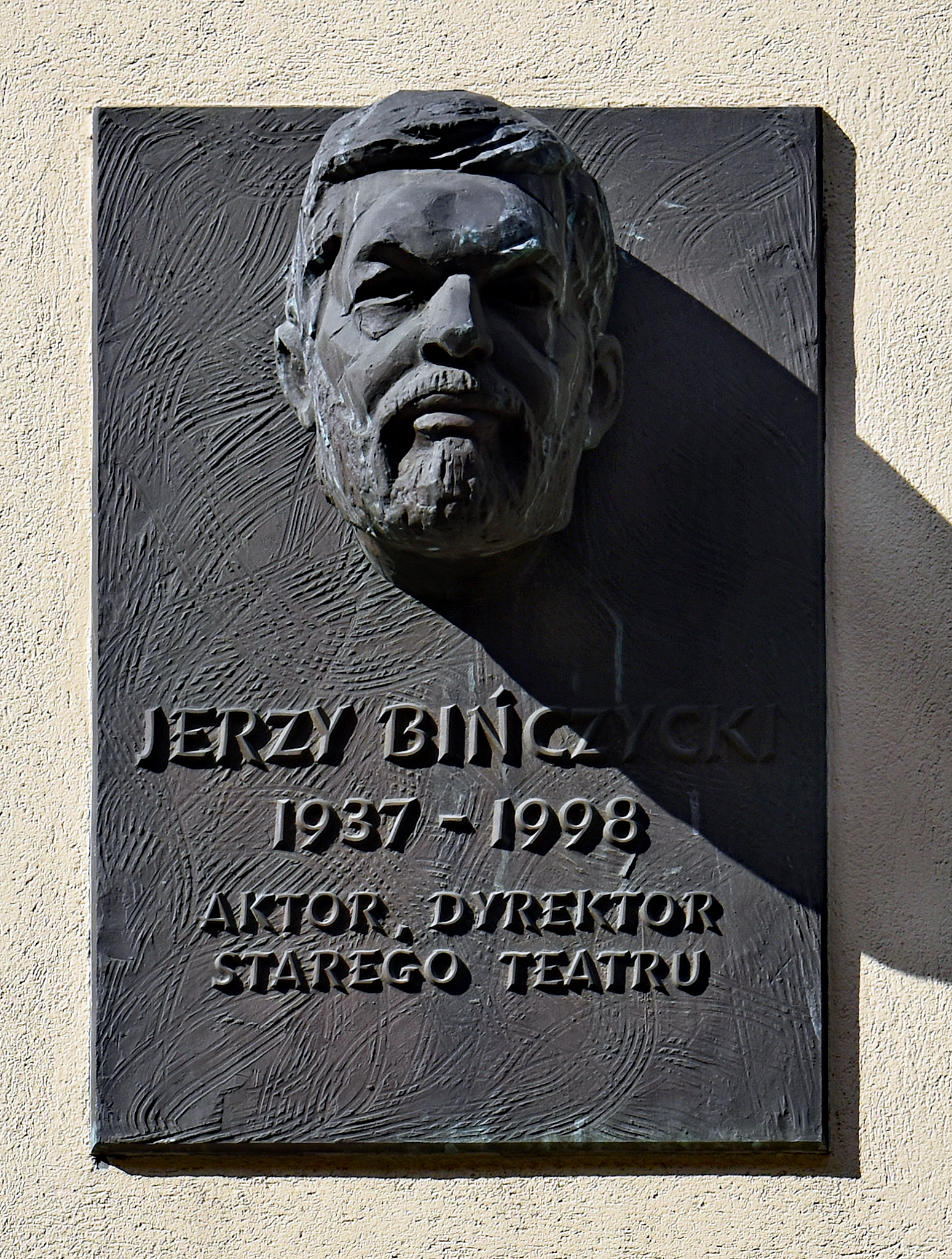
Minnesplatta med relief förställande Bińczycki monterad vid ingången till gamla teatern i Kraków.

## Filmografi
| Titel                               | År        | Roll                           | Noter                         |
| ----------------------------------- | --------- | ------------------------------ | ----------------------------- |
| Koniec naszego swiata               | 1964      | Jude på perrongen              |                               |
| Pieciu                              | 1964      | Gruvarbetare                   | Okrediterad                   |
| Goraca linia                        | 1965      | -                              |                               |
| Shchit i mech                       | 1968      | -                              | Miniserie                     |
| Shchit i mech: Film vtoroy          | 1968      | -                              |                               |
| Skok                                | 1969      | -                              |                               |
| Sól ziemi czarnej                   | 1970      | Bernard Basista                |                               |
| Poludnik zero                       | 1971      | Byk                            |                               |
| Życie rodzinne                      | 1971      | -                              | Krediterad som "J. Binczycki" |
| Szklana kula                        | 1972      | Turist                         |                               |
| Skarb trzech lotrów                 | 1972      | Receptionist                   | TV-film                       |
| Janosik                             | 1974      | Straznik                       | Okrediterad                   |
| Janosik                             | 1974      | Vakt                           | TV-serie                      |
| Orzel i reszka                      | 1975      | Läkare                         |                               |
| Noce i dnie                         | 1975      | Bogumil Niechcic               |                               |
| Dagny                               | 1977      | Jan Kasprowicz                 |                               |
| Zaklety dwór                        | 1977      | Kostia Bulij                   | Miniserie                     |
| Noce i dnie                         | 1978      | Bogumil Niechcic               | TV-serie                      |
| Zalegly urlop                       | 1979      | Kazimierz                      | TV-film                       |
| Szpital Przemienienia               | 1979      | Andrzej Nowacki                |                               |
| Podróz do Arabii                    | 1980      | Doktor Andrzej                 |                               |
| Z biegiem lat, z biegiem dni...     | 1980      | Felicjan Dulski                | TV-serie                      |
| Punkt widzenia                      | 1980      | Tadeusz Rajewski               | Miniserie                     |
| W bialy dzien                       | 1981      | Radca                          |                               |
| Ciosy                               | 1981      | -                              |                               |
| Anna                                | 1981      | Kozma                          |                               |
| Dreszcze                            | 1981      | Polskaläraren Cebula           |                               |
| Hotel Polan und seine Gäste         | 1982      | Chaim Pinschewski              | TV-serie                      |
| Najdluzsza wojna nowoczesnej Europy | 1982      | Prästen Augustyn Szamarzewski  | TV-serie                      |
| Znachor                             | 1982      | Doktor Rafal Wilczur           |                               |
| Okno                                | 1983      | Granne                         |                               |
| Na odsiecz Wiedniowi                | 1983      | Johan III Sobieski             |                               |
| Szczesliwy brzeg                    | 1983      | Jan Kowalski                   | TV-film                       |
| Okolice spokojnego morza            | 1983      | Kapten Piotr Ziemba            |                               |
| 1944                                | 1984      | -                              | TV-serie                      |
| Tumor Witkacego                     | 1985      | Jan Sokolowski                 | TV-film                       |
| Lato lesnych ludzi                  | 1985      | -                              | TV-serie                      |
| Zabawa w chowanego                  | 1986      | Stanley Mazur                  | TV-film                       |
| Opowiesci Hollywoodu                | 1987      | Heinrich Mann                  | TV-film                       |
| Dagbok för mina kära                | 1987      | Professor                      |                               |
| Sala nr 6                           | 1987      | Doktor Andrzej Bloch           | TV-film                       |
| Magnat                              | 1987      | Gruvföreståndaren Zbierski     |                               |
| Dwie Wigilie                        | 1987      | Edward                         | TV-film                       |
| Cienie                              | 1988      | Józef                          |                               |
| Pole niczyje                        | 1988      | Zawisza                        | Miniserie                     |
| Meskie sprawy                       | 1989      | Józef Turowski                 |                               |
| Pilkarski poker                     | 1989      | Tjänsteman vid fotbollsklubben |                               |
| Powroty                             | 1989      | Doktor Majeran                 |                               |
| Ucieczka z kina 'Wolnosc'           | 1990      | Biografchefen Karwanski        |                               |
| Do domu                             | 1990      | -                              | TV-film                       |
| 30 Door Key                         | 1991      | Professor Filidor              |                               |
| November                            | 1992      | Soras far                      |                               |
| Superwizja                          | 1993      | Ryszard Edman                  |                               |
| Enak                                | 1993      | Känd reporter                  |                               |
| Trzy dni aby wygrac                 | 1993      | -                              | TV-film                       |
| Panna z mokra glowa                 | 1994      | Präst                          |                               |
| Podróz na wschód                    | 1994      | Mikolaj                        | Röstroll, TV-film             |
| Legenda Tatr                        | 1995      | -                              |                               |
| Panna z mokra glowa                 | 1995-1996 | Präst                          | Miniserie                     |
| Dzieje mistrza Twardowskiego        | 1996      | Professor Lukasz               |                               |
| A hetedik szoba                     | 1996      | Högskolerektor                 |                               |
| Teatr Telewizji                     | 1986-1998 | Olika                          |                               |
| O dwóch takich, co nic nie ukradli  | 1999      | Professor                      |                               |
| Herr Tadeusz                        | 1999      | Maciej Królik-Rózeczka         |                               |
| Syzyfowe prace                      | 2000      | Prästen Wargulski              |                               |